# 第聂伯河沿岸铁路局

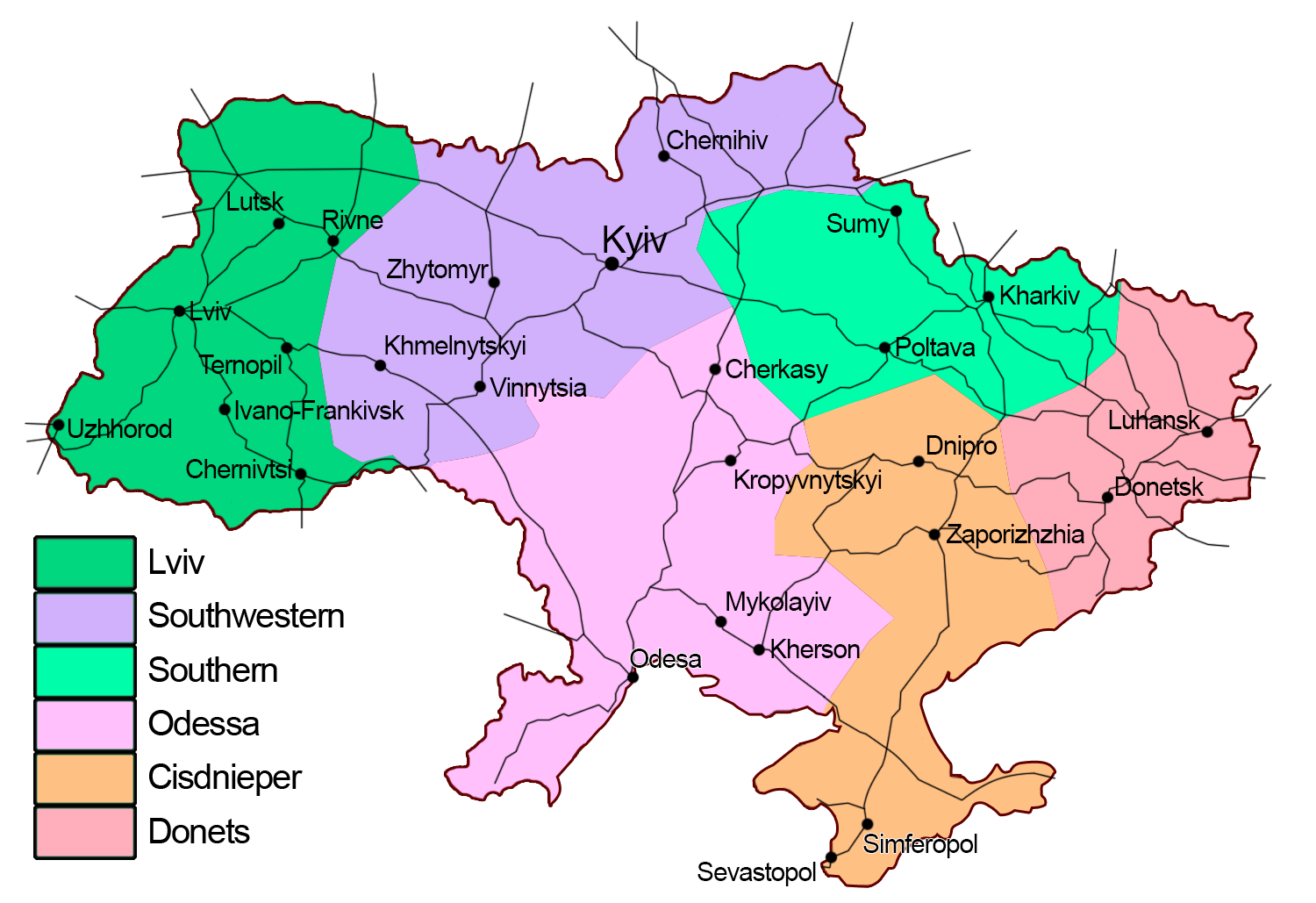
營運地區

第聂伯河沿岸铁路局（羅馬化：Pridniprovska zaliznitsia）是乌克兰铁路的铁路管理局之一，负责管辖乌克兰东南部地区的铁路系统，主要包括第聂伯罗彼得罗夫斯克州、扎波罗热州和克里米亚自治共和国，以及哈尔科夫州、赫尔松州部分地区的铁路，总部位于第聂伯罗。铁路营业里程为3,275.9公里，其中58.3%为电气化铁路。第聂伯河沿岸铁路局相邻顿涅茨克铁路局、敖德萨铁路局和南方铁路局。

## 註解
1. ↑  由於俄羅斯於2014年併吞克里米亞，此局實際上失去位於克里米亚的鐵路管轄權；目前，該部分由「克里米亞鐵路公司」實際控制。